# Nieruchomość gruntowa
Tę sekcję należy dopracować:

przedstawiono sytuację tylko z polskiej perspektywy – sekcja powinna być przekrojowa.
Pomóż ją poprawić. 
Nieruchomość gruntowa, grunt – część powierzchni ziemi, która stanowi odrębny przedmiot własności (art. 46 KC, zob. też art. 4 ust. 1 ustawy o gospodarce nieruchomościami). Grunt jest rodzajem nieruchomości i zarazem rzeczą w rozumieniu Kodeksu cywilnego.
Zgodnie z art. 48 KC, budynki, części budynków i inne urządzenia trwale związane z gruntem oraz  zasiane lub zasadzone na nim rośliny są częściami składowymi gruntu (superficies solo cedit), chyba że stosuje się do nich przepisy o nieruchomościach budynkowych lub odrębnej własności lokali.
Kodeks cywilny wyróżnia:
- grunty rolne – grunty wykorzystywane do prowadzenia działalności wytwórczej w zakresie produkcji roślinnej (w tym sadowniczej i ogrodniczej) oraz zwierzęcej (w tym rybnej);
- grunty nierolnicze – grunty, które nie są gruntami rolnymi.

Przyjmuje się, że za nieruchomość gruntową można uznać tylko taką część powierzchni ziemi, która stanowi wyodrębnioną całość (por. uchwała SN z 28.03.1988 r., sygn. akt III CZP 15/88). Prawnego wyodrębnienia nieruchomości gruntowej dokonuje się przez wytyczenie jej granic  i założenie dla niej księgi wieczystej. Jeśli granice nieruchomości gruntowej są sporne, ich przebieg ustala się, dokonując rozgraniczenia.
Granice określające nieruchomość jako wydzieloną część powierzchni ziemskiej należy rozumieć w sensie formalnoprawnym, a nie w sensie fizycznym. Fizyczny podział nieruchomości jest mniej ważny niż ten prawny. Ustawione ogrodzenie nie musi być zawsze takie same jak granice danej nieruchomości i dlatego nie można się sugerować fizycznym wydzieleniem nieruchomości, lecz prawnym stanem, który jest w księdze wieczystej i w ewidencji gruntów.
Nieruchomość może składać się z jednej lub kilku działek gruntu. Nieruchomość nie musi być jako ciągła część powierzchni ziemskiej. Oznacza to, że nieruchomość gruntowa może składać się z kilku, oddzielnie położonych działek ewidencyjnych, będących własnością tej samej osoby (lub kilku osób) i zapisanej w jednej księdze wieczystej.